# Sofular, Gülağaç
Sofular là một thị trấn thuộc huyện Gülağaç, tỉnh Aksaray, Thổ Nhĩ Kỳ. Dân số thời điểm năm 2010 là 1.227 người.